# Hugo Verdu
Pas d'image ? Cliquez ici

a Compétitions nationales et continentales officielles uniquement.

b Matchs officiels uniquement.
Dernière mise à jour le 20 août 2025.
Hugo Verdu, né le 24 octobre 1996 à Auch (France), est un joueur international algérien de rugby à XV évoluant aux postes de demi d'ouverture et demi de mêlée. Il joue au CA Brive depuis 2024.

## Biographie

### Jeunesse et formation
Hugo Verdu naît à Auch dans le département français du Gers. Il commence la pratique du rugby à XV à l'âge de quatre ans à Masseube. Par la suite, il quitte le Gers pour se rapprocher des Pyrénées en rejoignant le Stade saint-gaudinois. Ensuite, en 2008, il intègre la section rugby du collège de Lannemezan et par la même occasion, il rejoint le CA Lannemezan. En 2013, son parcours prend une autre dimension lorsqu'il rejoint le centre de formation du SU Agen,.

### Carrière professionnelle
Hugo Verdu vit sa première feuille de match avec l'équipe professionnelle agenaise le 16 décembre 2016 pour le compte de la quinzième journée de Pro D2 face à l'US Montauban mais il n'entre pas en jeu,. Il dispute son premier match lors de la journée suivante face au Stade aurillacois en entrant en jeu à la 64e minute à la place de Baptiste Cadiou,. Il obtient sa première titularisation deux semaines plus tard, face au Biarritz olympique. En cinq saisons avec le SU Agen, il dispute 60 matchs et inscrit 112 points.
En 2021, il n'est pas conservé à Agen, et après un intérêt initial de la Saction paloise, il s'engage finalement avec le Stade niçois en Nationale,. Il dispute 22 matchs durant ses deux saisons avec le club provençal.
À l'été 2023, il reste en Nationale en s'engageant avec le RC Massy. En une saison, il dispute 21 matchs et inscrit 225 points. Il termine la saison 2023-2024 comme meilleur réalisateur de Nationale,. 
Le 3 février 2024, il honore sa première cape internationale avec l'équipe d'Algérie contre l'équipe du Sénégal, lors d'un test match en France remporté par l'Algérie 26 à 12,,.
En mars 2024, il s'engage avec le CA Brive jusqu'en juin 2026, retrouvant la Pro D2 à partir de la saison 2024-2025. Il s'impose rapidement au sein de son nouveau club, notamment grâce à sa polyvalence entre les postes de demi d'ouverture et de demi de mêlée,. 
Il est rappelé à l'intersaison 2025 par la sélection algérienne afin de disputer la phase finale de la Coupe d'Afrique, faisant office de tournoi qualificatif de la zone Afrique pour la Coupe du monde 2027. Son équipe termine à la troisième place de la compétition, et échoue à se qualifier pour le mondial.

## Statistiques en équipe nationale
Hugo Verdu compte 4 cape en équipe d'Algérie depuis 2024.[réf. nécessaire]
- Sélections par année : 1 en 2024 et 3 en 2025.

## Palmarès
- Meilleur réalisateur de Nationale en 2024 (225 points).